# Edna Ferber
Edna Ferber (Kalamazoo, Míchigan, 15 de agosto de 1885—Nueva York, 16 de abril de 1968) fue una periodista y escritora de novelas y cuentos estadounidense especialmente conocida por escribir sobre la vida en el Medio Oeste de los Estados Unidos. Recibió el Premio Pulitzer en 1924 por So Big traducido al español con el título ¡Así de grande!.  Algunas de sus obras son especialmente conocidas por su versión cinematográfica, entre ellas: Cimarrón (1930) adaptada en 1931 y ganadora del Oscar a la mejor película, con una segunda versión en 1960  o Gigante (1952), convertido en película en 1956 , protagonizada por Rock Hudson, Elizabeth Taylor y James Dean y en musical en 2009. También escribió Ice Palace (1958) y Show Boat (1926) convertido en musical en 1927. Críticos de los años 1920 y 1930 la calificaron como "la más grande novelista estadounidense de su tiempo".

## Biografía

### Infancia y juventud
Ferber nació el 15 de agosto de 1885 en Kalamazoo, Michigan, hija de un judío nacido en Hungría, Jacob Charles Ferber, y de Julia (Neumann) Ferber, nacida en Milwaukee, Wisconsin. Después de vivir en Chicago, Illinois, y Ottumwa, Iowa, su familia se mudó a Appleton, Wisconsin, cuando tenía doce años. Allí se graduó en el instituto y fue a la Lawrence University brevemente. Aceptó trabajos en los periódicos Appleton Daily Crescent y Milwaukee Journal antes de publicar su primera novela. Como periodista cubrió las convenciones nacionales de los partidos republicanos y demócrata en 1920 para la United Press Association.

### Carrera literaria
Su experiencia como periodista le sirvió para lograr una valiosa experiencia sobre la pequeña y mediana burguesía de la nueva sociedad estadounidense que posteriormente reflejó en sus novelas y obras teatrales de contenido sentimental y romántico.
Las novelas de Ferber están generalmente protagonizadas por mujeres fuertes, además de por una diversa colección de secundarios. Habitualmente destacaba al menos a uno de los secundarios, que se enfrentaba a discriminación racial o de cualquier otro tipo; con esta técnica, Ferber demostraba su creencia de que las personas son personas y que las personas que no son tan bonitas tienen mejor carácter.
Varias producciones teatrales y cinematográficas han adaptado sus trabajos, incluyendo Show Boat, Gigante, Ice Palace, Saratoga Trunk y Cimarron (que ganó un premio Óscar). Tres de ellas – Show Boat, Saratoga Trunk y Gigante también tuvieron una versión musical.
Cuando el compositor Jerome Kern propuso hacer un musical de la muy seria Show Boat, Ferber se sorprendió, pensando que sería transformado en un entretenimiento ligero típico de los años 1920. Hasta que Kern le explicó que él y Oscar Hammerstein II querían crear un tipo distinto de musical, no cedió Ferber los derechos sobre su obra. Saratoga, basada en Saratoga Trunk, fue escrita mucho más tarde.
En 1925 ganó el Premio Pulitzer por su libro ¡Así de grande! (So big), que fue adaptada al cine mudo en una película protagonizada por Colleen Moore ese mismo año. En 1932 se realizó otra versión protagonizada por Barbara Stanwyck y George Brent, con Bette Davis en un papel secundario, y de 1953, protagonizada por Jane Wyman, que es la versión más vista de las tres.
Ferber fue miembro de la Mesa Redonda del Algonquín, un grupo de personas dedicadas al periodismo, la crítica, la literatura y a la interpretación animado por Dorothy Parker que se reunían para hacer tertulias en el Hotel Algonquín de Nueva York. Ferber colaboró otro de los miembros del grupo George S. Kaufman en varios guiones y obras de teatro presentadas en Broadway, destacando The Royal Family (1927), Cena a las ocho (1932) y Stage Door (1936).

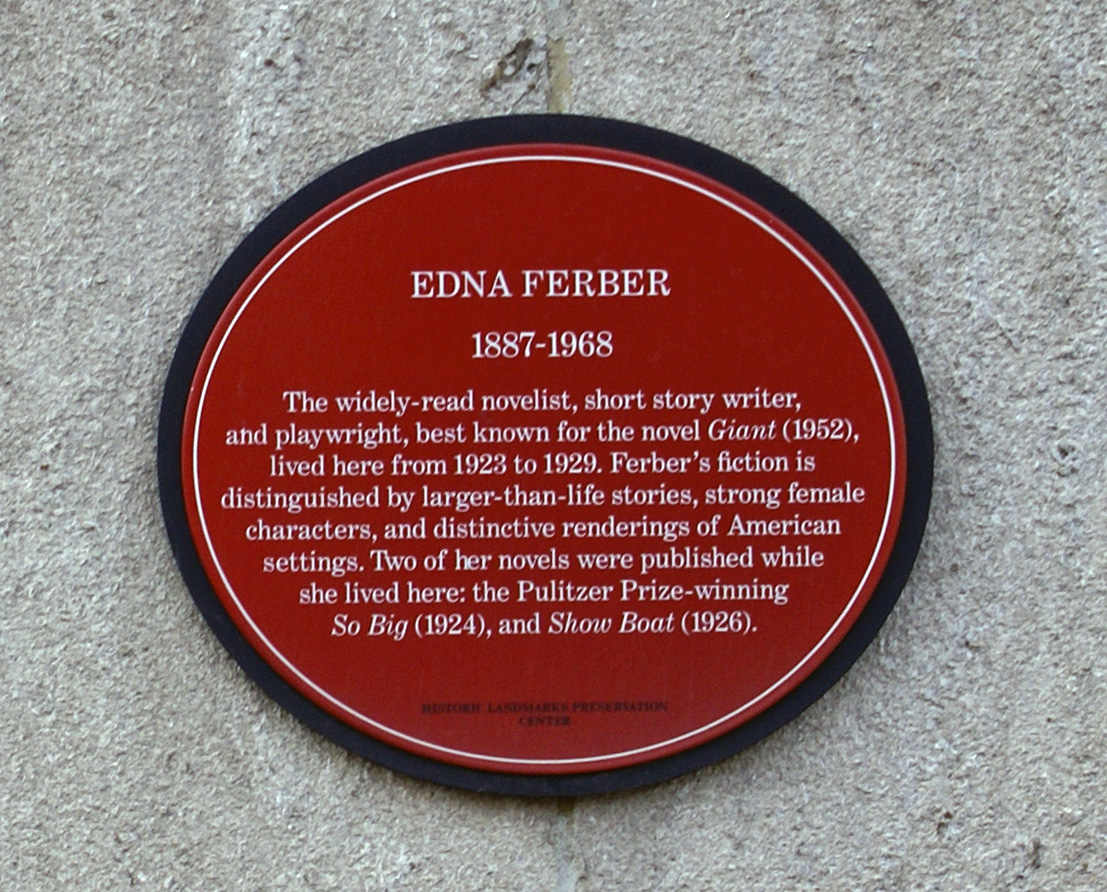
Placa conmemorativa en Manhattan, en la calle 65th con Central Park West, en el edificio en el que Edna Ferber vivió durante seis años.

## Vida privada
Ferber nunca se casó, ni tuvo hijos.
En una de sus primeras novelas, Dawn O'Hara, se dice que la tía del personaje del título comentó: "Ser una vieja doncella era una gran cosa, como la muerte por ahogamiento, una sensación realmente deliciosa cuando dejabas de luchar". Ferber tuvo un interés maternal en la carrera de su sobrina Janet Fox, una actriz que actuó en las obras originales de Broadway de las obras de Ferber Cena a las ocho y Stage Door. Otra de sus sobrinas fue la escritora Julie Gilbert que animó al compositor Michael John LaChiusa a realizar en 2009 el musical Gigante.
Ferber murió en su casa de Nueva York de un cáncer de estómago a los 82 años de edad.

## Pionera del feminismo
Tanto por su vida como por sus obras, Edna Ferber es considerada por la crítica una independiente y enérgica figura feminista «avant la lettre» en los vertiginosos años primeros años del siglo XX en el contexto del un proceso desarrollista de Chicago en la época. Los personajes femeninos de sus obras manifiestan su deseo de afirmación y autonomía reflejando los ideales compartidos por la propia autora durante toda su vida. Las protagonistas de sus obras son mujeres fuertes que desafían las adversidades en una época de machismo exacerbado, como es el caso del personaje de Selina la protagonista en Así de grande con la que Ferber ganó el premio Pulitzer en 1925, una voluntariosa y joven mujer educada en la gran ciudad, apasionada de la ópera, la lectura, la cultura global, obligada ante la muerte de su padre, jugador de apuestas y de póker a buscar su futuro en una colonia agrícola holandesa y en el contexto de una sociedad exclusiva de hombres.

## Legado

### Arte, entretenimiento y medios
- Ferber fue retratada por la actriz Lili Taylor en la película Sra. Parker y el Círculo Vicioso  (1994).[6]
- En 2008, The Library of America seleccionó el artículo de Ferber "Miss Ferber Views 'Vultures' at Trial" para su inclusión en su retrospectiva de dos años del American True Crime.
- El 29 de julio de 2002, en su ciudad natal el Servicio Postal de los Estados Unidos emitió un sello de 83 centavos en honor a ella. El artista Mark Summers, conocido por su técnica scratchboard, creó este retrato para el sello haciendo referencia a una fotografía en blanco y negro de Ferber tomada en 1927.[7]
- Una versión ficticia de Edna Ferber aparece brevemente como un personaje en la novela de Philipp Meyer "El Hijo" (2013).
- Una versión adicional de Edna Ferber, con ella como protagonista, aparece en Downtown Strut: An Edna Ferber mystery Fue escrito en 2013 por Ed Ifkovic y publicado por Poisoned Pen Press [http:// www. Poisonedpenpress.com/downtown-strut/].

### Edificios
- En su ciudad natal, Appleton, Wisconsin, la Escuela Primaria Edna Ferber fue bautizada con su nombre.[8] La escuela fue inicialmente rechazada en un referéndum de 1971.[9]

## Obras
- Dawn O'Hara (1911)
- Buttered Side Down (1912)
- Roast Beef, Medium (Frederick A. Stokes, Company, 1913)
- Personality Plus (novela) (1914)
- Emma Mc Chesney and Co. (1915)
- Our Mrs. McChesney (1915) (guion, con George V. Hobart)
- Fanny Herself (1917)
- Cheerful – By Request (1918)
- Half Portions (1919)
- $1200 a Year:  A Comedy in Three Acts (1920) (guion, con Newman Levy)
- The Girls (novela de Edna Ferber) (1921)
- Gigolo (1922)
- So Big, ¡Así de grande! (1924) (ganó el Premio Pulitzer)
- Minick: A Play (1924) (guion, con G. S. Kaufman)
- Show Boat (1926, Grosset & Dunlap)
- Stage Door (1926) (guion, con G.S. Kaufman)
- Mother Knows Best (1927)
- Old Charleston (1927)
- The Royal Family (1927) (guion, con G. S. Kaufman)
- Cimarron (novel)|Cimarron (1929)
- American Beauty (novela de Edna Ferber) (1931)
- Dinner at Eight (1932) (guion, con G. S. Kaufman)
- They Brought Their Women (1933)
- Come and Get It (1935)
- Trees Die at the Top (1937)
- Nobody's in Town (1938)
- A Peculiar Treasure (1939)
- The Land Is Bright (1941) (guion, con G. S. Kaufman)
- Saratoga Trunk (1941)
- No Room at the Inn (1941)
- Great Son (1945)
- Saratoga Trunk (1945) (película, with Casey Robinson)
- One Basket (1947)
- Bravo (1949) (play, with G. S. Kaufman)
- Gigante (1952)
- Ice Palace (1958)
- A Kind of Magic (1963)

## Musicales basados en sus obras
- Show Boat (1927) –  Jerome Kern, canciones y letras de Oscar Hammerstein II, producido por Florenz Ziegfeld
- Saratoga (musical) (1959) – música de Harold Arlen, canciones de Johnny Mercer, libreto de Morton DaCosta
- Gigante (musical) (2009) – música y letras por Michael John LaChiusa, libreto de Sybille Pearson